# Nachtpauwoog
De nachtpauwoog (Saturnia pavonia, synoniem: Eudia pavonia) is een nachtvlinder uit de familie Saturniidae (nachtpauwogen).

## Kenmerken
De vrouwtjes hebben een spanwijdte tussen de 48 en 90 millimeter en zijn daarmee vaak groter dan de mannetjes die slechts een spanwijdte van 40 tot 65 millimeter bereiken.

## Verspreiding en leefgebied
Het is een van de grootste vlinders van Midden-Europa, op de grote nachtpauwoog na. In Nederland waar te nemen vooral op heiden en langs de bosrand op zandgrond. De vliegtijd is van mei tot juni.

## Rups en waardplanten
Waardplanten zijn onder andere berken, de zomereik, wilgen, de ratelpopulier, de struikhei, de moerasspirea, de sleedoorn en braam. De rups is zes centimeter lang, donkergroen met zwarte ringen, in welke felgele vlekken liggen, waaruit stevige borstelharen steken (vooral op de rug).

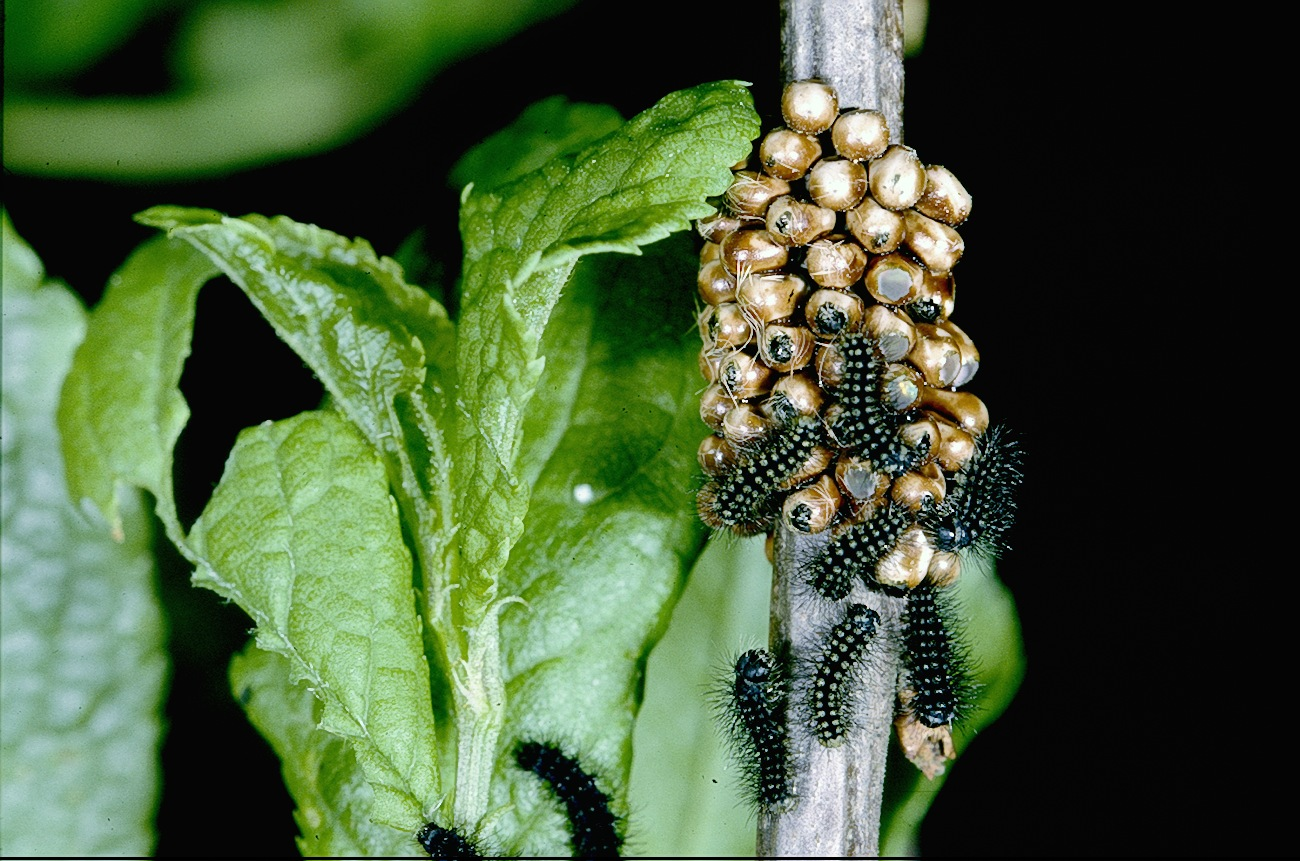
Uit de eitjes komende rupsjes
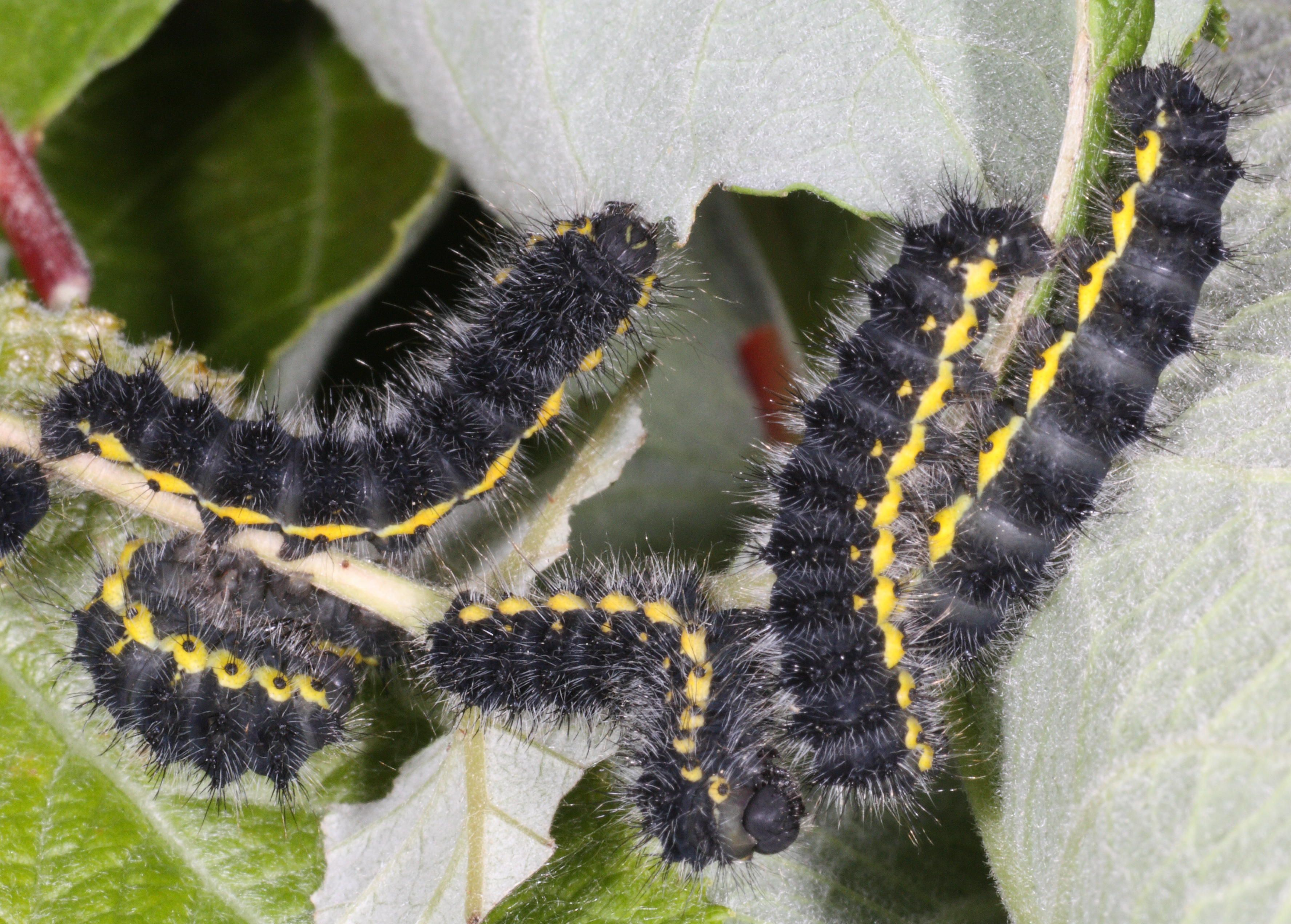
Jongere larven van de nachtpauwoog
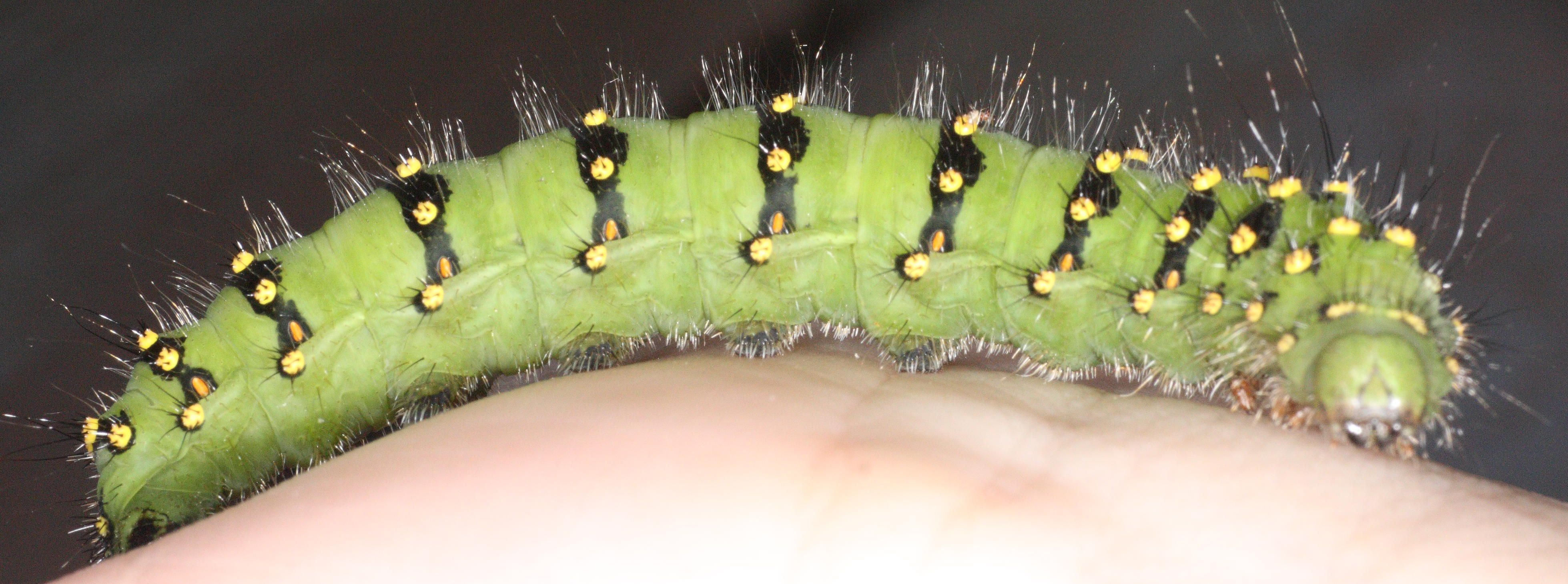
Oudere larven van de nachtpauwoog
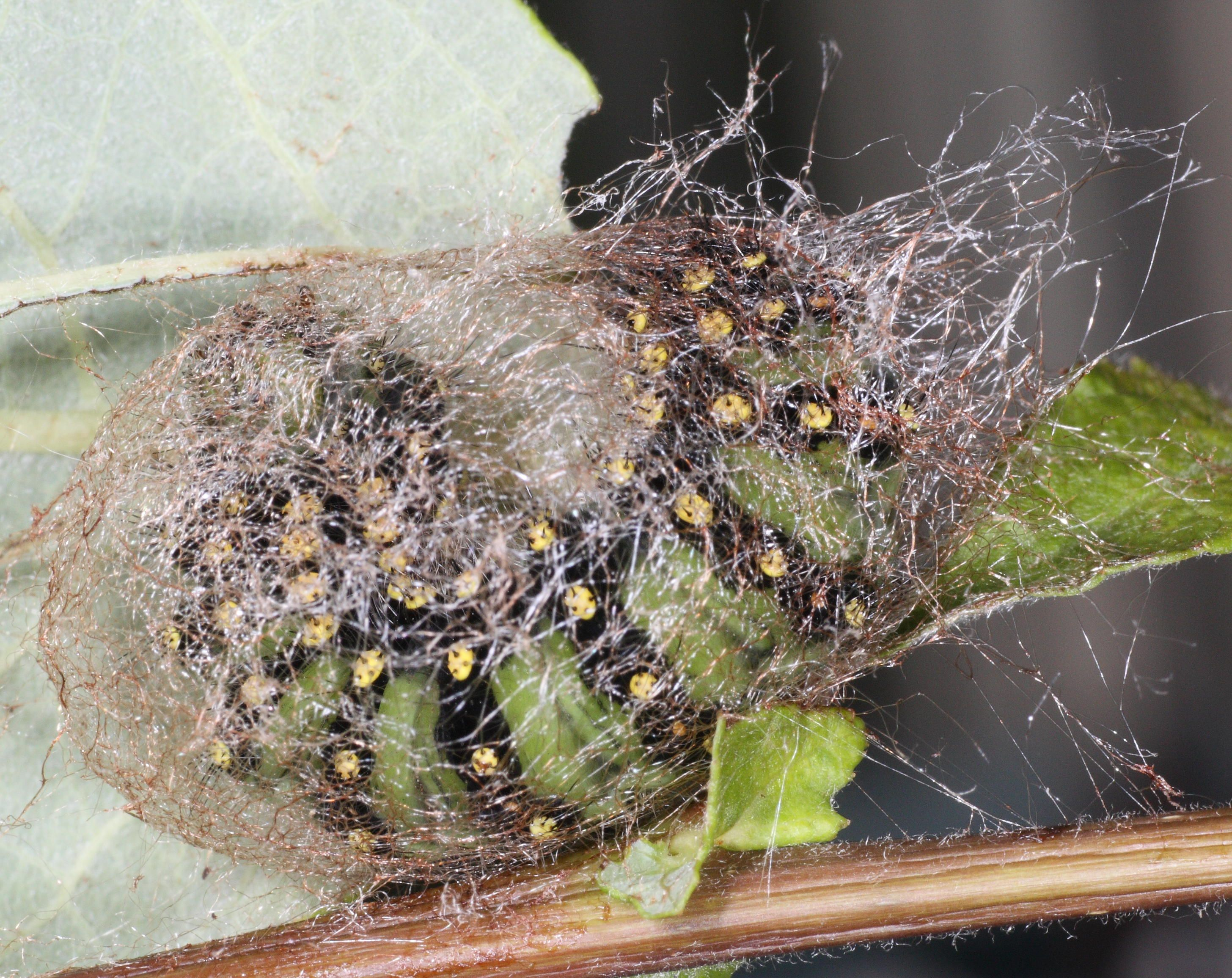
Poppen